# Schönbronner Sägmühle
Die Schönbronner Sägmühle ist eine abgegangene Einzelsiedlung auf der Gemarkung von Grab, einem Ortsteil der Gemeinde Großerlach im baden-württembergischen Rems-Murr-Kreis. Von der Wüstung haben sich keine oberirdischen Reste erhalten.

## Lage
Die Sägemühle befand sich nordöstlich von Grab im Rottal, im Bereich der Einmündung des Katzenklingenbachs in die Rot. Westlich der Schönbronner Sägmühle lag die 1912 aufgegebene und 1913 abgebrochene Hankertsmühle, östlich liegen die Traubenmühle und die Scherbenmühle.

## Geschichte
Die Schönbonner Sägmühle war wohl jünger als die benachbarten Mühlen Hankertsmühle und Scherbenmühle. Auf Georg Gadners Forstkarte von 1593 erscheinen die Hanckhartsmül und die Scherbenmül, während die Schönbronner Sägmühle nicht vorhanden ist. Nach Hartmut Gräf bezeichnete Gadner die Schönbronner Sägmühle fälschlicherweise als Scherbenmühle. Im Jahre 1475 war die Schönbronner Sägmühle für vier Schillinge an Hans Egstein vergeben. 1528 war die Mühle in Besitz von Lienhart Stiefel. Im Dreißigjährigen Krieg wurde die Mühle zerstört oder beschädigt. 1685 musste die Mühle von Jörg Wieland und Jacob Wid neu errichtet werden. 1699 brannte die Mühle wegen Unachtsamkeit ab. Ein Jahr später wurde die Mühle von Jörg Wieland alleine wiederaufgebaut.
Auf der so genannten Ur-Karte der Württembergischen Landesvermessung von 1828 war die Schönbronner Sägmühle noch eingezeichnet. Sie bestand zu jener Zeit aus zwei Gebäuden. Eigentümer waren der Hüttenmeister Israel Wenzel, Karl Wieland und Leonhard Häfner. Anfang des 20. Jahrhunderts war die Sägemühle nicht mehr bewohnt. In Schriftstücken des Kameralamts Öhringen von 1905 bis 1907 ist von der früheren Schönbronner Sägmühle die Rede.